# Sabia magică
Sabia magică (titlu original: Quest for Camelot) este un film american muzical fantastic de animație din 1998 regizat de Frederik Du Chau. Rolurile principale au fost interpretate de actorii Jessalyn Gilsig, Cary Elwes,  Jane Seymour, Gary Oldman, Eric Idle, Don Rickles, Pierce Brosnan, Bronson Pinchot, Jaleel White, Gabriel Byrne și John Gielgud. Céline Dion, Bryan White, Steve Perry și Andrea Corr interpretează numerele muzicale ale filmului. Este bazat pe romanul fantastic The King's Damosel (1976) de  Vera Chapman. A avut premiera la 15 mai 1998 la aniversarea  Warner Bros.   "75 Years Entertaining the World". Game Boy Color a lansat în același an un joc video omonim.  A câștigat Premiul Globul de Aur pentru cea mai bună melodie originală în 1999 pentru melodia The Prayer interpretată de Dion. Aceeași melodie a fost nominalizată la Premiul Oscar pentru cea mai bună melodie originală dar a pierdut în fața cântecului  „When You Believe” din filmul Prințul Egiptului, muzica și versurile Stephen Schwartz.

## Distribuție
- Jessalyn Gilsig - Kayley
  - Andrea Corr - Kayley (vocea care cântă)
    - Sarah Freeman - tânăra Kayley
- Cary Elwes - Garrett
  - Bryan White - Garrett (vocea care cântă)
- Gary Oldman - Ruber
- Eric Idle - Devon
- Don Rickles - Cornwall
- Jane Seymour - Juliana
  - Céline Dion - Juliana (vocea care cântă)
- Pierce Brosnan - Regele Arthur
  - Steve Perry - Regele Arthur (vocea care cântă)
- Bronson Pinchot - Griffin
- Jaleel White - Bladebeak
- Gabriel Byrne - Lionel
- John Gielgud - Merlin
- Frank Welker - Ayden

## Numere muzicale
1. "United We Stand" - King Arthur and Knights
2. "On My Father's Wings" - Kayley
3. "Ruber" - Ruber
4. "The Prayer" - Juliana
5. "I Stand Alone" - Garrett
6. "If I Didn't Have You" - Devon and Cornwall
7. "Looking Through Your Eyes" - Garrett and Kayley
8. "I Stand Alone (Reprise)" - Garrett